# アルトゥル・ボダンツキー

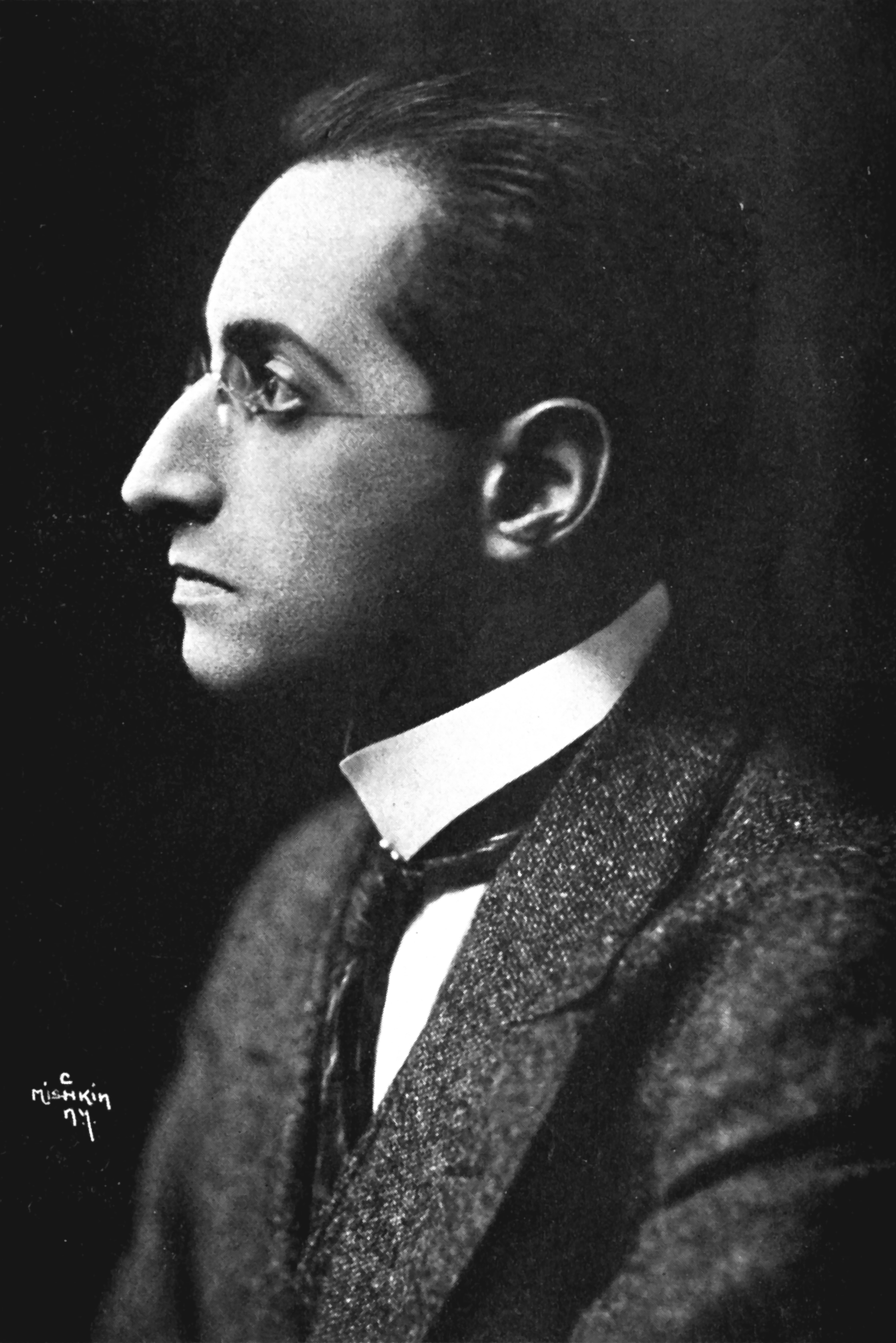
アルトゥル・ボダンツキー

アルトゥール・ボダンツキー（Artur Bodanzky, 1877年12月16日 ウィーン - 1939年11月23日 ニューヨーク）は、オーストリア帝国出身の米国の指揮者で、リヒャルト・ワーグナーをはじめとするドイツ・オペラの専門家として知られている。ボジャンスキー（Bodzansky）という苗字も伝えられている。その他、Artur Bodansky、Artur Bodanszky、Artur Bodzansky、Arthur Bodanzkyなどの綴りもある。

## 略歴
ユダヤ人の商人の家庭に生まれ、ヴァイオリンを学び、アレクサンダー・ツェムリンスキーに作曲を師事した後、ウィーンでグスタフ・マーラーの指揮者助手を務め、その後ベルリン、プラハ、マンハイムを転々とする。1915年にメトロポリタン歌劇場に求職のため渡米。マンハイムにおける後任指揮者がかのヴィルヘルム・フルトヴェングラーであった。
1928年、メトロポリタン歌劇場の任務から勇退し、後をヨーゼフ・ローゼンシュトックに譲るとの声明を発表するが、ローゼンシュトックがジャーナリズムで非難を浴び、医者の助言で自ら身を退かざるを得なくなったため、ボダンツキーは事実上の終身指揮者を務めることができた。

## 逸話
ボダンツキーは速めのテンポ設定で有名で、トランプのために早めに仕事を切り上げたいからああしているのだと、ときに陰口を叩かれることもあった。

## 外部リンク

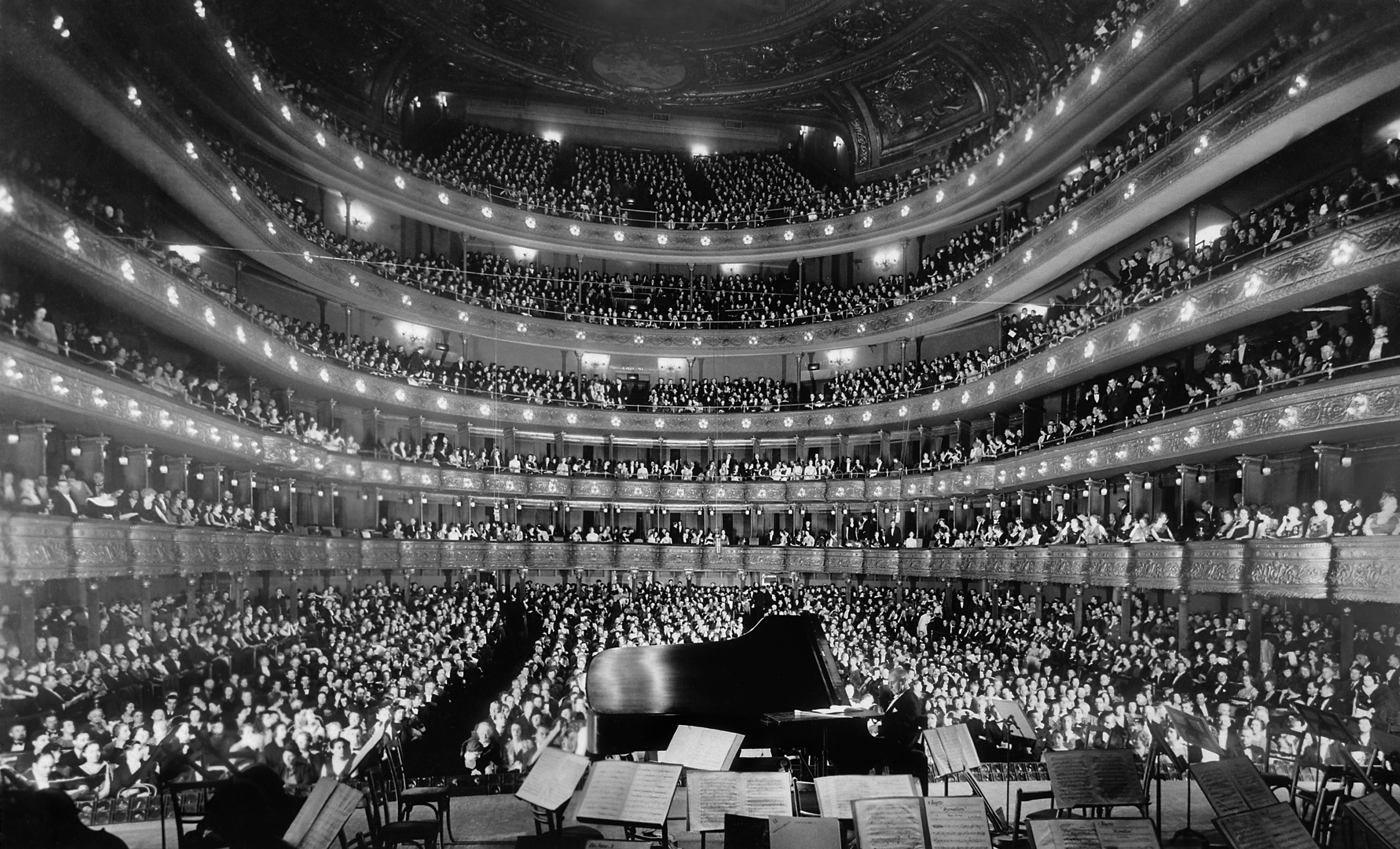
メトロポリタン歌劇場（1937年）